# Missionskreuz Nörvenich

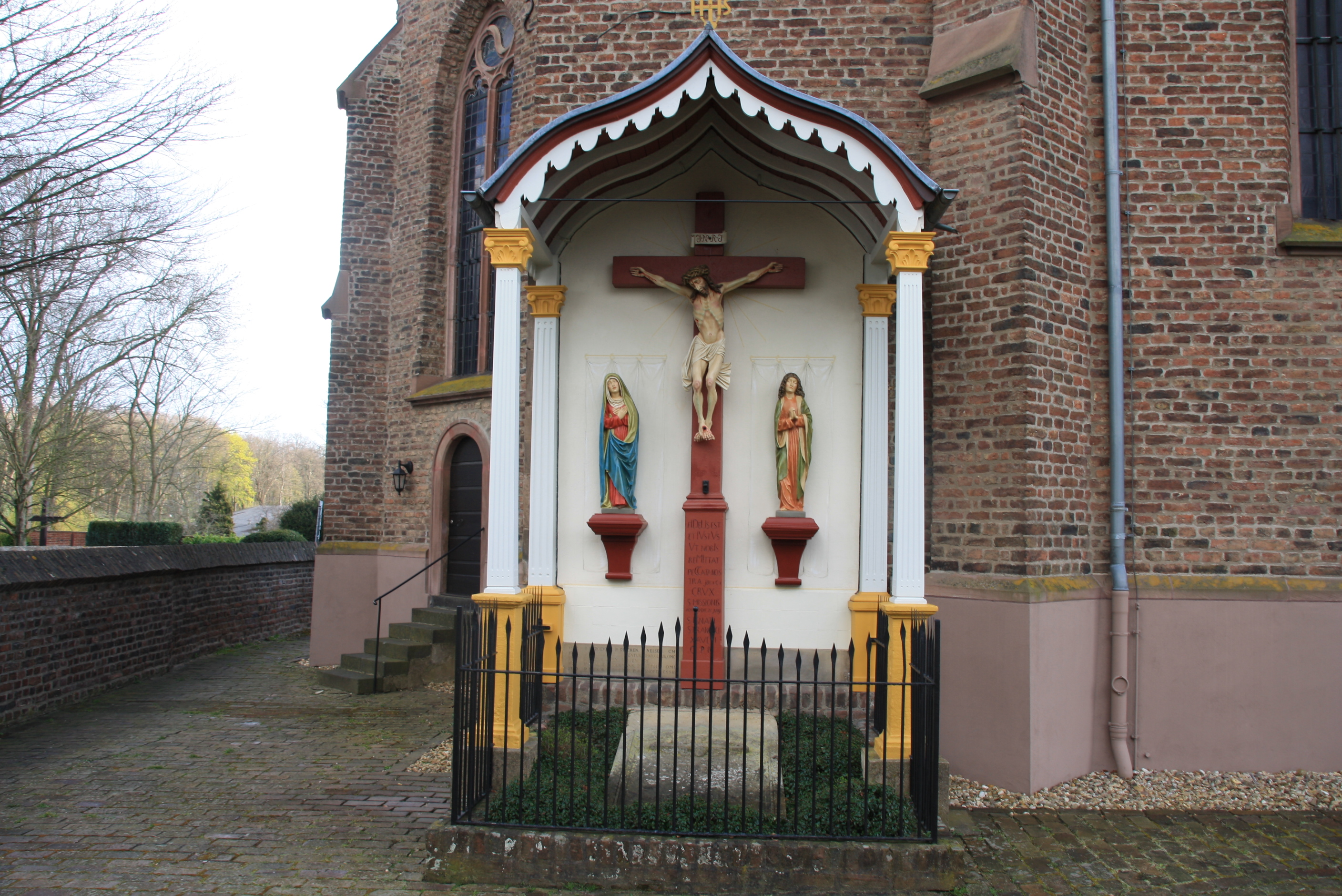
Das Missionskreuz neben der Pfarrkirche

Das Missionskreuz Nörvenich steht an der Ostseite der Pfarrkirche St. Medardus in Nörvenich, Kreis Düren in Nordrhein-Westfalen.
Die erste für die Pfarre Nörvenich feststellbare Mission ist im Jahre 1770 durchgeführt worden. In seinen von 1770 bis 1789 geführten Aufzeichnungen hat Reiner Badenheuer, Müller aus Nörvenich, dazu geschrieben:
„1770 den 28ten juni seind die Patres Missionary allhier zu Nörvenich gewesen, den 29 dito ist die Erste Predig auf Peter Pauli, dass damahl auf dem ftrytag war, und seind Hier blieben bis den 25ten july, da seind sie weg, darnach seind sie nach Keltz Kommen, dass Missions Creutz auf dem Kirch Hof Hab ich Reinero Badenhewer und Peter Lux gemacht, und ich habe ess auch angestrichen, die Patres hießen mit Nahmen Peter müllenweg, pater schumacher und pater Beuten.“
Der Müller Reiner Badenheuer war damals 31 Jahre alt, er soll ein sehr geschickter Handwerker, besonders im Umgang mit Holz, gewesen sein. Peter Lux war erst 16 Jahre alt. Sein Vater hieß ebenfalls Peter, beide waren Schreiner. Wer von ihnen das Kreuz gemacht hat, ist nicht mehr feststellbar.
Nach dem Abschluss solcher Missionswochen wurde, wie oben von Reiner Badenheuer beschrieben, ein Kreuz aufgestellt. Danach zogen noch lange Zeit Bußprozessionen dorthin oder man versammelte sich zu Bußandachten.
Ob die Anlage an der Kirche schon 1770 so gestaltet wurde, wie sie heute zu sehen ist und wie sie den älteren Einwohnern noch in Erinnerung ist, kann nicht mehr gesagt werden. Das Kreuz steht unter dem noch vorhandenen Schutzdach. Es hatte einen holzgeschnitzten Christuskorpus und die ebenfalls holzgeschnitzten spätgotischen Figuren von Maria und Johannes, die auf Konsolen standen, deren unterer Abschluss von Engelsköpfchen gebildet wurde. Die beiden Figuren waren rheinische Schnitzarbeiten von etwa 1470/80. Wann und wie diese Kunstwerke nach Nörvenich kamen und zu dieser beeindruckenden Kreuzigungsgruppe zusammengestellt wurden, ist nicht mehr zu ermitteln.
Die über 500 Jahre alten Statuen sind seit 35 Jahren verschollen. Im Jahr 2016 ersetzte die Pfarrgemeinde den Korpus und die beiden Figuren durch Nachbildungen.
Am Kreuz und auf den unten angebrachten Kacheln sind die nachstehend aufgeführten Inschriften:
JESVS

NAZARENVS

REX

JVDAEORVM

Mission      Rette deine Seele     1852

(auf dem Kreuz-Querbalken)

fIDeLIs est

et IvstVs

Vt nobIs

reMIttat

peCCata nos

tra jois 1.C 1

CRVX

S.MISSIONIS

1770 DIE 25 uly

SICNARI

FRANCISCI

XAVERI

O    P    N
Übersetzung des lateinischen Textes:
Treu ist er

und gerecht,

dass er uns

die Sünden

nachlässt
Im Chronogramm ist die Jahreszahl
1770 enthalten: MDCCLVVVIIIII
Die Kacheln unten links neben dem Kreuz tragen die Jahreszahlen der Missionen und die Namen der Pater:
- 1852   P. Strasser, P, Riechen, P. Nelsen  CM
- 1905   P. Theodorus, P. Bonaventura, P. Nicolaus  OMC
- 1921   P.P.OBL Jansen, Paffendorf
- 1931   P. Schulz, P. Eichmann, P. Hüttel  OMI
- 1950   P. Mende, P. Dresen, P. Amshoff  CSSR

Vor dem Kreuz ist der Pastor Franz Mathias Tillmann beerdigt worden. F.M. Tillmann, * 14. Februar 1772 in Düren, geweiht 6. September 1795, Kaplan in Nörvenich 30. Mai 1795, Pastor in Nörvenich 1804, Landdechant 1845 bis zum Tode, † am 17. Januar 1857. F.M. Tillmann wurde Nachfolger seines Bruders Johan Wilhelm Tillmann, der vom 30. September 1790 bis zu seinem Tode am 3. November 1804 Pastor in Nörvenich war.
Die Beschriftung der Grabplatte:
Hier ruht

Der Hochwürdige Herr

F. Mathias Tillmann

Pfarrer in Nörvenich

Dechant des Dekanates Düren

Ritter des Roten Adler Ordens IV. Klasse

Geboren zu Düren 1772

Zum Priester geweiht 1795 war er

10 Jahre Vikar und 52 Jahre Pfarrer zu Nörvenich

Wo er am 17. Januar 1857 gottselig

Im Herrn entschlafen ist